# 永宁县多宝塔
永宁县多宝塔，又称李俊塔、金塔，位于宁夏回族自治区银川市永宁县李俊镇金塔村，是中华人民共和国宁夏回族自治区文物保护单位之一。
2010年12月6日，授予宁夏回族自治区文物保护单位，是一座古建筑。